# Рязань-ВДВ
Жіночий футбольний клуб «Рязань-ВДВ» (Рязань) або просто «Рязань-ВДВ» (рос. Женский футбольный клуб «Рязань-ВДВ» (Рязань)) — російський жіночий футбольний клуб з міста Рязань, з 1996 року виступає в Чемпіонаті Росії.

## Хронологія назв
- 1996 — «Марсель»
- 1997—1999 — «ВДВ»
- 2000—2004 — «Рязань-ТНК»
- 2005—н.ч. — «Рязань-ВДВ»

## Історія
Заснований в 1996 році, був одним з провідних жіночих футбольних клубів у період з 1997 по 2002 роки, вигравши два чемпіонські титули і один титул володаря національного кубку в останні роки XX століття. Рязань-ВДВ став першим жіночим футбольним клубом, який представляв Росію в жіночої Ліги чемпіонів.
В 2013 році команда, яка була вкомлектована з гравчинь збірних Росії та України, стала переможцем чемпіонату Росії 2013 року та переможцем жіночого кубку Росії. Команда виступала в жіночій Лізі чемпіонів сезону 2014/15 років.

## Досягнення
- Чемпіонат Росії
  -  Чемпіон (3): 1999, 2000, 2013
  -  Бронзовий призер (7): 1997, 1998, 2001, 2002, 2012/13, 2014, 2016 (рекорд)

- Кубок Росії
  -  Володар (2): 1998, 2014
  -  Фіналіст (4): 1997, 1999, 2001, 2002

- Кубок УЄФА (ЛЧ):
  - 1/4 фіналу (1): 2001/02

- Кубок Албени
  -  Володар (1): 2003

## Статистика виступів у національних турнірах
| Сезон     | Дивізіон        | Місце  | І  | В  | Н | П  | М     | О  | Кубок      |
| --------- | --------------- | ------ | -- | -- | - | -- | ----- | -- | ---------- |
| 1996      | Перший дивізіон | 2      | 10 | 7  | 1 | 2  | 38-6  | 22 | 1-ий раунд |
| 1997      | Вищий дивізіон  | 3      | 18 | 11 | 1 | 6  | 39-16 | 34 | фіналіст   |
| 1998      | Вищий дивізіон  | 3      | 16 | 9  | 3 | 4  | 39-18 | 30 |            |
| 1999      | Вищий дивізіон  | 1      | 20 | 15 | 3 | 2  | 59-22 | 48 | фіналіст   |
| 2000      | Вищий дивізіон  | 1      | 16 | 14 | 1 | 1  | 66-8  | 43 | фіналіст   |
| 2001      | Вищий дивізіон  | 3      | 16 | 11 | 1 | 4  | 65-13 | 34 | фіналіст   |
| 2002      | Вищий дивізіон  | 3      | 18 | 13 | 3 | 2  | 40-17 | 42 | 1/4        |
| 2003      | Вищий дивізіон  | 4      | 14 | 8  | 1 | 5  | 24-18 | 25 | 1/8        |
| 2004      | Вищий дивізіон  | знявся |    |    |   |    |       |    | 1/8        |
| 2005      | Вищий дивізіон  | 4      | 20 | 8  | 5 | 7  | 24-26 | 29 | 1/2        |
| 2006      | Вищий дивізіон  | 4      | 16 | 10 | 2 | 4  | 41-33 | 32 | 1/2        |
| 2007      | Вищий дивізіон  | 6      | 16 | 6  | 2 | 8  | 26-33 | 20 | 1/2        |
| 2008      | Вищий дивізіон  | 4      | 18 | 5  | 2 | 11 | 20-43 | 17 | 1/8        |
| 2009      | Вищий дивізіон  | 5      | 12 | 5  | 1 | 6  | 19-21 | 16 | 1/4        |
| 2010      | Вищий дивізіон  | 5      | 24 | 7  | 1 | 16 | 28-49 | 22 | 1/4        |
| 2011-2012 | Вищий дивізіон  | 7      | 28 | 6  | 6 | 16 | 24-50 | 24 | 1/4        |
| 2012-2013 | Вищий дивізіон  | 3      | 20 | 11 | 3 | 6  | 37-17 | 36 | 1/2        |
| 2014      | Вищий дивізіон  | 3      | 16 | 7  | 3 | 6  | 20-16 | 24 |            |
| 2015      | Вищий дивізіон  | 4      | 20 | 8  | 5 | 7  | 30-22 | 29 | 1/2        |
| 2016      | Вищий дивізіон  | 3      | 15 | 7  | 4 | 4  | 21-18 | 25 | 1/2        |

## Статистика виступів у міжнародних турнірах
| Сезон   | Змагання           | Стадія                | Результат | Суперник     |
| ------- | ------------------ | --------------------- | --------- | ------------ |
| 2001/02 | Жіночий кубок УЄФА | Кваліфікаційний раунд | 4-0       | Тер Леде     |
| 2001/02 | Жіночий кубок УЄФА | Кваліфікаційний раунд | 11-0      | ЖФК «Кавала» |
| 2001/02 | Жіночий кубок УЄФА | Кваліфікаційний раунд | 13-0      | СКФ Жиліна   |
| 2001/02 | Жіночий кубок УЄФА | 1/4 фіналу            | 1-4, 1-3  | Умеа ІК      |
| 2014-15 | Ліга чемпіонів     | 1/16 фіналу           | 1-3, 0-2  | Русенгорд    |

## Рязаночка
У Чемпіонаті Росії 1998 року зроблена спроба виступу молодіжної команди «ВДВ»
| Сезон | Дивізіон  | Місце | І  | В | Н | П  | М    | О | Бомбардир |
| ----- | --------- | ----- | -- | - | - | -- | ---- | - | --------- |
| 1998  | 1-ша ліга | 7     | 12 | 2 | 0 | 10 | 7-46 | 6 |           |

## Відомі гравчині
| - Анна Астапенко (2009-2010) - Наталія Барбашина (1999-2001) - Олена Данілова (2005) - Марина Коломієць (2001) - анастасія Костюкова (2005-2006) - Ольга Летюшова - Олена Морозова - Олеся Машина (2009-2010) - Ольга Сергаєва (1998-1999, 2002-2003) - Олена Терехова (2005) - Ельвіра Тодуа (2005-2007) - Тетяна Зайцева - Дарина Апанащенко (2005-2008) - Вероніка Шульга (2000-2001, 2010) - Наталія Зінченко (1997-2002, 2005-2006) |